# مزاج (دواء خيالي)
مِزَاج (بالإنجليزية: Dune؛ /meɪˈlɑːnʒ/) والذي يُشار إليه غالبًا باسم «الاسبايس» (بالإنجليزية: the spice)‏، هو عقار مخدر خيالي أساسي في سلسلة روايات الخيال العلمي كثيب التي كتبها فرانك هربرت والأعمال المشتقة منها.
في السلسلة، السلعة الأكثر أهمية وقيمة في الكون هي المِزَاج، وهو عقار يمنح متعاطيه عمرًا أطول وحيوية أكبر ووعيًا متزايدًا. في بعض البشر، يمكن للاسبايس أيضًا فتح باب البصيرة، وهو شكل من أشكال الإدراك المسبق يعتمد على علم الوراثة ولكنه ممكن باستخدام العقار بجرعات أكبر. من بين وظائف أخرى، يجعل الاستبصار السفر بين النجوم آمنًا ودقيقًا ممكنًا. ومع ذلك، فإن المِزَاج أيضًا يسبب الإدمان الشديد، والانسحاب منه قاتل. كما أن حصاد المِزَاج محفوف بالمخاطر إلى حد كبير، حيث أن مصدره الوحيد المعروف هو كوكب أرَّاكس الصحراوي القاسي، حيث تحرس رواسبه ديدان رملية عملاقة.